# Jesse James (attore)
Jesse James (Palm Springs, 14 settembre 1989) è un attore statunitense.

## Biografia
Figlio di Jaime, un tecnico di laboratorio, e Shane James, un attore, iniziò la sua carriera cinematografica ancora in giovane età nel film del 1997 Qualcosa è cambiato. La sua carriera da attore continuò con diversi film minori fino al suo ruolo nel film del 2001 Blow con Johnny Depp, dove interpretava il personaggio di Depp da ragazzino. Quindi ne seguì Pearl Harbor, nel quale interpreta il personaggio di Ben Affleck da giovane e, un po' di anni più tardi, ottenne un certo consenso dalla critica per la sua performance nel film The Butterfly Effect del 2004, interpretando il giovane Tommy Miller. Recitò anche in Amityville Horror al fianco di Ryan Reynolds e Melissa George. Il suo ultimo progetto è il film The Flyboys, che fu realizzato all'inizio del 2008. Recitò pure nell'episodio L'indemoniato (I've Got You Under My Skin) della serie spin-off di Buffy l'ammazzavampiri, Angel, dove è stato accreditato come special guest star.
Il 27 maggio 2008, Jesse prese parte nel breve film Manifest Destiny insieme al co-protagonista e produttore Sean Faris.

## Filmografia

### Cinema
- Qualcosa è cambiato (As Good as It Gets) (1997)
- Demoni e dei (Gods and Monsters) (1998)
- Conflitto d'interessi (The Gingerbread Man) (1998)
- Puppies for Sale - cortometraggio (1998)
- Sorrow's Child - cortometraggio (1998)
- Le parole che non ti ho detto (Message in a Bottle) (1999)
- A Dog of Flanders (1999)
- Avviso di chiamata (Hanging Up) (2000)
- Blow (2001)
- Pearl Harbor (2001)
- Slap Her... She's French (2002)
- Fear of the Dark (2002)
- The Butterfly Effect (2004)
- Amityville Horror (The Amityville Horror) (2005)
- The Darkroom (2006)
- The Flyboys (2008)
- Jumper - Senza confini (Jumper) (2008)

### Televisione
- Walker Texas Ranger - serie TV, episodi 6x06-6x07 (1997)
- E.R. - Medici in prima linea - serie TV, episodio 5x09 (1998)
- X-Files - serie TV, episodio 6x19 (1999)
- La famiglia della giungla - serie TV, 1 episodio (1999) - voce
- Angel - serie TV, episodio 1x14 (2000)
- Felicity - Serie TV, 1 episodio (2000)
- Chicago Hope - serie TV, episodio 6x20 (2000)
- Bailey's Mistake - Film TV (2001)
- Family Law - serie TV, episodio "Celano v. Foster" (2002)
- Detective Monk - serie TV, episodio 2x14 (2004)
- Veronica Mars - serie TV, episodio 3x15 (2007)
- The Mentalist - serie TV, episodio 2x04 (2009)
- Aquarius - serie TV, episodio 2x12 (2016)
- The Good Doctor - serie TV, episodio 1x08 (2017)
- Segreti da cheerleader (Cheer Squad Secrets) - film per la televisione, regia di David Langlois (2020)

## Doppiatori italiani
Nelle versioni in italiano delle opere in cui ha recitato, Jesse James è stato doppiato da:
- Alessio Puccio ne Le parole che non ti ho detto, The Butterfly Effect
- Alessio Ward in Conflitto di interessi
- Lorenzo De Angelis in X-Files
- Tommaso Zalone in Fear of the Dark
- Furio Pergolani in Amityville Horror
- Manuel Meli in Jumper - Senza confini
- Fabrizio De Flaviis in The Mentalist
- Andrea Moretti in Aquarius
- Luca Graziani in Segreti da cheerleader